# Albion (Washington)
Albion és una població dels Estats Units a l'estat de Washington. Segons el cens del 2000 tenia 616 habitants.

## Demografia
Segons el cens del 2000, Albion tenia 616 habitants, 274 habitatges, i 166 famílies. La densitat de població era de 642,8 habitants per km².
Dels 274 habitatges en un 26,3% hi vivien nens de menys de 18 anys, en un 51,5% hi vivien parelles casades, en un 6,9% dones solteres, i en un 39,4% no eren unitats familiars. En el 28,8% dels habitatges hi vivien persones soles el 4,7% de les quals corresponia a persones de 65 anys o més que vivien soles. El nombre mitjà de persones vivint en cada habitatge era de 2,25 i el nombre mitjà de persones que vivien en cada família era de 2,81.
Per edats la població es repartia de la següent manera: un 21,8% tenia menys de 18 anys, un 12,3% entre 18 i 24, un 33,9% entre 25 i 44, un 22,7% de 45 a 60 i un 9,3% 65 anys o més.
L'edat mediana era de 34 anys. Per cada 100 dones de 18 o més anys hi havia 88,3 homes.
La renda mediana per habitatge era de 40.179 $ i la renda mediana per família de 45.893 $. Els homes tenien una renda mediana de 28.250 $ mentre que les dones 23.828 $. La renda per capita de la població era de 19.567 $. Aproximadament l'11,7% de les famílies i el 15,8% de la població estaven per davall del llindar de pobresa.

## Poblacions més properes
El següent diagrama mostra les poblacions més properes.